# آل ارتر
آل ارتر (به انگلیسی: Al Oerter) ورزشکار مرد رشتهٔ دو و میدانی اهل ایالات متحده آمریکا است. وی در بین سال‌های ‎۱۹۵۶ تا ۱۹۶۸ میلادی در مسابقات بازی‌های المپیک تابستانی در مجموع ۴ مدال، شامل ۴ مدال طلا را کسب کرد.